# Стрела (клуб по хоккею с мячом)
«Стрела́-ЛИИ» — российский клуб по хоккею с мячом из города Жуковский Московской области.

## История
Клуб основан в 1952 году и представлял Лётно-исследовательский институт (ЛИИ). Почти 50 лет выступал в первенстве Московской области. В 1956 году впервые стал чемпионом области. После победы в сезоне 1998/1999 годов «Стрела» получила право участвовать в Первой лиге Чемпионата России, где в 2001 году заняла третье место в своей группе. Тренировал команду в первенстве России Леонид Лобачёв, чемпион мира 1975, 1977, 1979 и 1985 годов. В 2002 году из-за недостатка финансирования клуб был расформирован.
В 2005 году «Стрела» была возрождена благодаря усилиям президента клуба Александра Гордеева и капитана команды Николая Поваляева. Клуб снова начал с выступления в чемпионате Московской области. После неудачного дебютного сезона команда постепенно превратилась в лидера первенства на протяжении ряда лет, была двукратным чемпионом и ещё дважды выигрывала «серебро».

## Названия
Первоначально команда ЛИИ носила названия спортивных обществ, которые последовательно представляла — «Крылья Советов» (ЛИИ) и «Труд-2». Уточнения были вызваны тем, что одновременно существовала своя команда и у ЦАГИ, представлявшая те же общества и, в свою очередь, известная как «Крылья Советов» (ЦАГИ) и «Труд-1». В 1962 году команду переименовали в «Стрелу» в соответствии с городской символикой Жуковского, а в 2005 году, после возрождения команды, к официальному названию клуба прибавилась аббревиатура института.

## Состав
В 2007 году цвета «Стрелы» защищали легенда русского хоккея, семикратный чемпион мира Владимир Плавунов и капитан сборной Норвегии Кристер Люстад. Также за команду играли Михаил Илларионов, на счету которого 8 матчей в составе сборной России, выступление в московском «Динамо», «Зорком», шведских клубах «Каликс» и «Карлсборг».
В составе команды были также: Андрей Дзевялтовский («Динамо», «Зоркий»), Павел Васин («Красная Заря» и БСК, «Североникель», «Динамо», «Вымпел»), Роман Горюнов («Зоркий», «Вымпел», «Динамо»), Василий Харченко («Юность», «Динамо»), Дмитрий Кандзюба («Криогенмаш», «Динамо»).

## Достижения
- Третье место (в зональном турнире) в Первой лиге:
  - 2000/01
- Чемпион Московской области: 4
  - 1955/56, 1998/99, 2008/09, 2009/10
- Обладатель Кубка Московской области:
  - 2011/12

## Статистика выступлений[2]
За время выступления в Первой лиге «Стрела» одержала 54 победы, потерпела 31 поражение и 3 встречи завершила вничью. Командой было забито 425 мячей, пропущено 311, набрано 165 очков.